# New Buckenham
New Buckenham – wieś w Anglii, w hrabstwie Norfolk, w dystrykcie Breckland. Leży 24 km na południowy zachód od Norwich i 136 km na północny wschód od Londynu. Miejscowość liczy 468 mieszkańców.